# Un día 32 en San Telmo
Un día 32 en San Telmo fue una telenovela argentina emitida en 1980 por Canal 9 y protagonizada por Gabriela Gili (Beatriz) y Miguel Ángel Solá (Pastor). Los libretos estuvieron a cargo de Delia González Márquez.

## Trama
La historia se ambientaba en un bar del barrio porteño de San Telmo, en el cual confluían historias de amor e intrigas policiales. Todo se torna más difícil cuando el dueño del lugar se enamora de la hija de la sirvienta de la casa y ese romance debe ser mantenido en secreto.

## Elenco
- Gabriela Gili - Beatriz
- Miguel Ángel Solá - Pastor
- Iris Alonso - Alcira
- Carlos Artigas - Bienvenido Castro
- Amalia Bernabé - Emiliana
- María Bufano - Olga
- Idelma Carlo - María Luisa
- Pablo Codevila - Manuel
- Ricardo Darín - Fernando
- Roberto Escalada - Andrés
- Virginia Faiad - Karina
- Beto Gianola - Francisco
- Celia Juárez - Matilde
- Adrián Martel - Darío
- Oscar Martínez - Agustín
- Paquita Muñoz - Rosalía
- Horacio O'Connor - Eugenio
- Tino Pascali - Leopoldo
- Nya Quesada - Clementina
- Chela Ruiz - Pilar
- María Elena Sagrera - Angélica
- María Sanjurjo - Inés
- Juan Carlos Thorry - Matías
- Alicia Zanca - Soledad